# 邓肯·英尼斯
邓肯·英尼斯（英語：Duncan Innes，20世纪—），英国前男子赛艇运动员。他曾代表英国参加世界赛艇锦标赛，共获得一枚金牌和一枚铜牌，均来自轻量级项目。